# Boda en el infierno
Boda en el infierno és una pel·lícula espanyola de drama bèl·lic del 1942 dirigida per Antonio Fernández-Román, coautor del guió amb Miguel Mihura, basat en la novel·la En un puerto ruso de Rosa María Aranda. Fou rodada entre el 13 de gener i el 14 de maig de 1942.

## Sinopsi
Odessa, República Socialista Soviètica d'Ucraïna. Blanca Vladimirovna mata un comissari comunista defensant la seva honra. Per tal de salvar-se de les represàlies, es casa amb Carlos, un mariner espanyol capità del vapor Campuzano i marxa de la URSS. Un cop fora del país, Blanca marxa a París per anul·lar el matrimoni i Carlos torna a Madrid amb la seva promesa Mary Lis. Quan esclata la guerra civil espanyola Carlos aconsegueix que el Campuzano es posi de part dels revoltats feixistes. En un dels viatges es retroba amb Blanca i li diu que Mary Lis és presonera en una txeca madrilenya.

## Repartiment
- Conchita Montenegro... Blanca Vladimirowna
- José Nieto... Carlos Ocharán
- Tony D'Algy 	... Ricardo Havendish
- Manolo Morán... 	Julián Suárez
- Conchita Tapia ... Mari-Lis
- Juan Calvo... Comissari Karastoyanoff
- Irene Caba Alba... Ana Nicolaievna (as Irene Cava Alba)
- José García Luengo ... Cherkoff
- Luis Latorre 	... Alberto Palacios
- Carlos Arnaiz
- José Masi ... Comandante
- José María Lado... Cap de revoltats
- Sacha Goudine... Ballarí de cabaret

## Premis
Va rebre el segon premi als Premis del Sindicat Nacional de l'Espectacle de 1942. Fou nominada a la Coppa Volpi a la 10a Mostra Internacional de Cinema de Venècia (1942).